# Rhizopulvinaria spinifera
Rhizopulvinaria spinifera är en insektsart som beskrevs av Borchsenius 1952. Rhizopulvinaria spinifera ingår i släktet Rhizopulvinaria och familjen skålsköldlöss. Inga underarter finns listade i Catalogue of Life.